# Новопавловское сельское поселение (Крым)
Новопа́вловское се́льское поселе́ние (укр. Новопавлівське сільське поселення, крымскотат. Адий Къыйгъач кой юрту, Adiy Qıyğaç köy yurtu) — муниципальное образование в составе Красноперекопского района Республики Крым России.

## География
Поселение расположено в центре района, в степном Крыму, в низовье реки Чатырлык. Граничит на юге с Братским, на западе с Ильинским, на севере с Ишуньским и на востоке с Воинским сельскими поселениями (согласно административному делению Украины — с соответствующими сельсоветами).
Площадь поселения 52,78 км².
Основная транспортная магистраль — региональная автодорога 35Н-284 Новопавловка — Долинка (по украинской классификации — С-0-10713).

## Население
| 2001  | 2014  | 2015  | 2016  | 2017  | 2018  | 2019  |
| ----- | ----- | ----- | ----- | ----- | ----- | ----- |
| 2333  | ↘1885 | ↗1889 | ↗1898 | ↘1886 | ↘1877 | ↘1867 |
| 2020  | 2021  |       |       |       |       |       |
| ↘1858 | ↗2093 |       |       |       |       |       |

## Состав сельского поселения
Поселение включает 3 населённых пункта:
| № | Населённый пункт | Тип населённого пункта | Население на 2014 год |
| - | ---------------- | ---------------------- | --------------------- |
| 1 | Новопавловка     | село, центр            | ↘874                  |
| 2 | Долинка          | село                   | ↘582                  |
| 3 | Привольное       | село                   | ↘429                  |

## История
В 1975 году в Крымской области УССР в СССР был создан Новопавловский сельский совет и на 1 июня 1977 года, кроме современных, включал также село Берёзовку. К 1985 году Берёзовку упразднили (на карте 1985 года уже обозначены её развалины. С 12 февраля 1991 года сельсовет в восстановленной Крымской АССР, 26 февраля 1992 года переименованной в Автономную Республику Крым. По Всеукраинской переписи 2001 года население совета составило 2333 человека. С 21 марта 2014 года в составе Крыма аннексировано Россией. Законом «Об установлении границ муниципальных образований и статусе муниципальных образований в Республике Крым» от 4 июня 2014 года территория административной единицы была объявлена муниципальным образованием со статусом сельского поселения.